# Taras Lucenko
Taras Volodymyrovyč Lucenko (in ucraino Тарас Володимирович Луценко?; Kiev, 1º febbraio 1974) è un ex calciatore ucraino, di ruolo portiere.

## Palmarès

### Competizioni nazionali
- Coppa d'Ucraina: 2

Dinamo Kiev: 2005-2006, 2006-2007
- Campionato ucraino: 2

Dinamo Kiev: 2006-2007, 2008-2009
- Supercoppa d'Ucraina: 2

Dinamo Kiev: 2006, 2007